# Kyra Panagia
Kyra Panagia är en ö i Grekland. Den ligger mellan Alonnisos i sydväst och Gioura i nordost, i ögruppen Sporaderna och regionen Thessalien, i den östra delen av landet, 150 km norr om huvudstaden Aten. Arean är 24,8 kvadratkilometer.